# Sōhekimon-in no shōshō
Sōhekimon-in no shōshō (jap. 藻壁門院少将 Sōhekimon-in no shōshō; zm. po 1276) – japońska poetka, tworząca w okresie Kamakura. Zaliczana do Trzydziestu Sześciu Mistrzyń Poezji.
Córka artysty i arystokraty Fujiwary no Nobuzane. Siostra poetek Ben no naishi i Gofukakusa-in no shōshō no naishi oraz malarza Fujiwary no Tametsugu. Służyła jako dama dworu na dworze cesarza Go-Horikawa.
Sześćdziesiąt jeden utworów jej autorstwa zamieszczonych zostało w cesarskich antologiach poezji.